# Ocnogyna mauritanicum
Ocnogyna mauritanicum là một loài bướm đêm thuộc phân họ Arctiinae, họ Erebidae.